# Shoshone Cavern National Monument
Shoshone Cavern National Monument – nieistniejący już pomnik narodowy w Stanach Zjednoczonych, w stanie Wyoming. Pomnik został ustanowiony przez prezydenta Williama Howarda Tafta 21 września 1909 roku. Zlikwidowano go decyzją Kongresu Stanów Zjednoczonych z 17 maja 1954 roku. Powierzchnia pomnika wynosiła około 0,85 km².